# Oggetto near-Earth

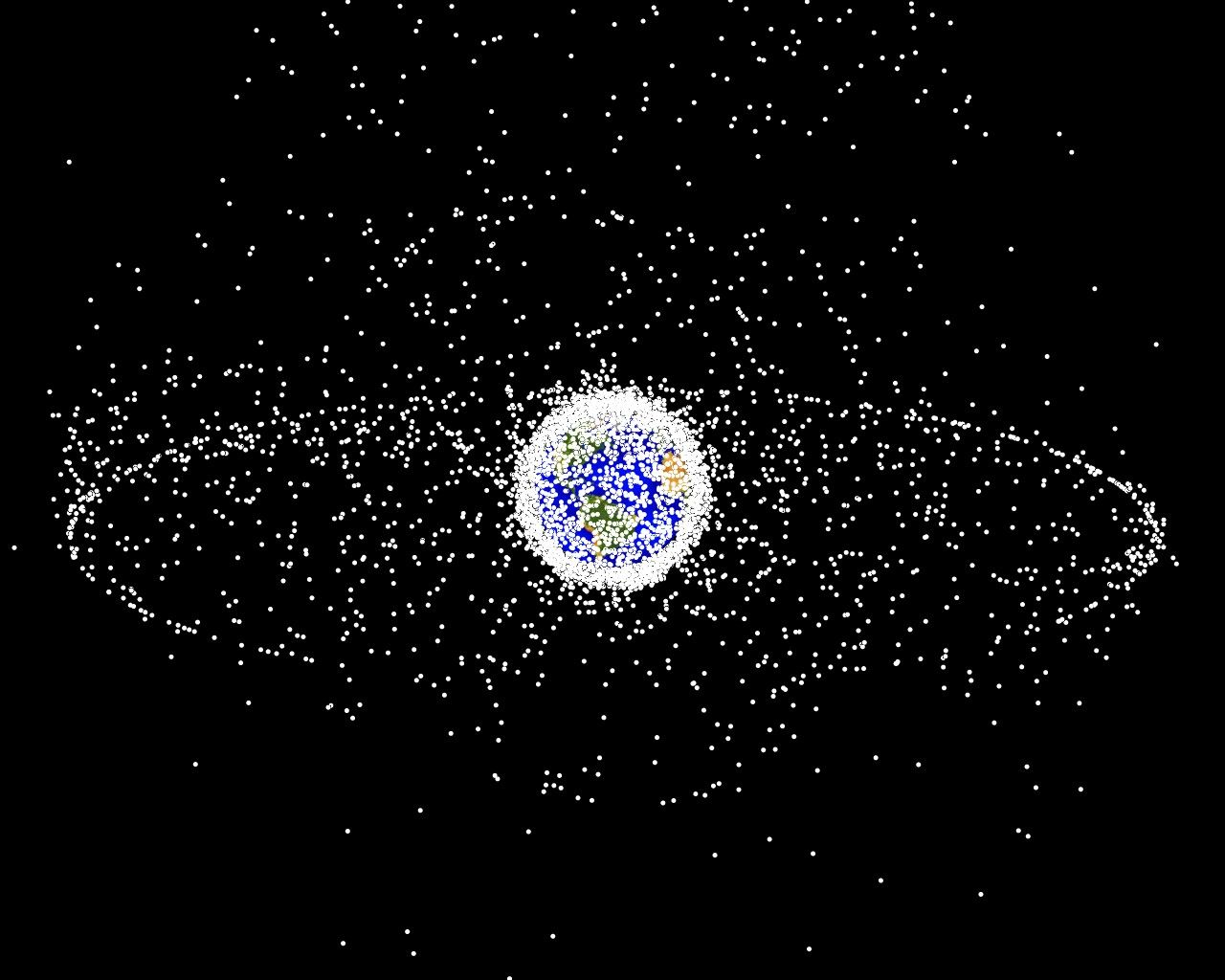
Insieme dei satelliti artificiali orbitanti intorno alla Terra

Orbita di 3753 Cruithne

Un oggetto near-Earth, oggetto paragèo, (in inglese near-Earth object - abbreviato NEO) è un oggetto del Sistema Solare la cui orbita può intersecare quella della Terra. Tutti i NEO hanno la distanza del perielio inferiore a 1,3 UA.
I NEO comprendono i seguenti tipi di oggetti:
- alcune migliaia di asteroidi near-Earth
- le comete la cui orbita si avvicina alla Terra
- le sonde orbitanti intorno al Sole
- i meteoroidi sufficientemente grandi da essere intercettati nello spazio prima di colpire la Terra.

È ormai ampiamente accettato dalla comunità scientifica che le collisioni di asteroidi con la Terra avvenute in passato hanno avuto un ruolo significativo nel disegnare la storia geologica e biologica del pianeta.
L'interesse verso i NEO è aumentato dagli anni ottanta in poi con l'aumento della consapevolezza del potenziale rischio di impatti di questo tipo di oggetti con la Terra. Uno studio scientifico ha dimostrato che Stati Uniti e Cina sono le nazioni più vulnerabili ad un impatto di un meteorite.
La categoria degli asteroidi pericolosi (chiamati anche NEA / in inglese NEA) possiede un'orbita che giace tra le 0,983 e 1,3 UA dal Sole. Quando un NEA viene rilevato si provvede a trasmettere i relativi dati al Minor Planet Center per la catalogazione. Le orbite di alcuni di questi asteroidi intersecano pericolosamente quella della Terra generando un “pericolo collisione”. Gli Stati Uniti, l'Unione europea e altre nazioni stanno monitorando i NEO in un progetto chiamato “Spaceguard”.
Negli Stati Uniti la NASA ha una delega del Congresso per la catalogazione di tutti i NEO grandi almeno 1 km, il cui impatto produrrebbe effetti catastrofici. Fino ad ottobre 2008, sono stati scoperti dalla NASA 982 oggetti NEO. È stato stimato nel 2006 che il 20% di questi oggetti non era stato ancora scoperto. Attualmente si sta pensando di utilizzare i telescopi esistenti in Australia per coprire circa il 30% di cielo che ancora non è stato scandagliato.
Gli oggetti potenzialmente pericolosi (PHO - Potentially Hazardous Objects) sono classificati sulla base di parametri che tengono conto del potenziale avvicinamento alla Terra. Si tratta della maggior parte degli oggetti che possiede una distanza di intersezione minima all'orbita terrestre (MOID) inferiore o uguale 0,05 UA (7480000 km) e una magnitudine assoluta inferiore o uguale a 22,0 (un indicatore grezzo della dimensione). Oggetti le cui dimensioni sono inferiori a 150 m di diametro non sono considerati pericolosi.
Alcuni NEO sono di elevato interesse scientifico in quanto possono essere esplorati con missioni a bassa velocità, grazie alla loro combinazione di bassa velocità rispetto alla Terra (Delta-V) e alla loro gravità ridotta. Possono quindi offrire buone opportunità di investigare direttamente gli aspetti astronomici e geochimici, oltre che offrire una potenziale risorsa economica di materiale estrattivo extra-terrestre. Fino al 2008, due oggetti NEO sono stati visitati dalle sonde di missioni spaziali: si tratta di 433 Eros da parte della sonda NEAR della NASA e 25143 Itokawa da parte della sonda Hayabusa della JAXA.

## Classificazione degli oggetti near-Earth (tipo e dimensione)
- Meteoroidi
- Asteroidi
- Comete

### Meteoroidi near-Earth
Si tratta di oggetti che orbitano nelle vicinanze dell'orbita terrestre ed hanno diametro inferiore ai 50 metri.

### Asteroidi near-Earth
Sono oggetti con un'orbita vicina a quella terrestre, ma distante dal Sole al punto che la superficie non è mai stata erosa, essendo superiore ai 50 metri.
Al 19 febbraio 2013, sono stati scoperti 9644 asteroidi di questo tipo, con dimensioni che raggiungono anche i 32 km (1036 Ganymede). Il numero di asteroidi NEA con dimensione superiore al chilometro di diametro è stimato tra i 500 e i 1000. La composizione è molto simile a quella degli asteroidi presenti nella fascia principale del Sistema Solare, ma il tipo spettrale varia.
Questo tipo di oggetti sopravvive solo per pochi milioni di anni.
Possono essere eliminati da decadimenti orbitali o dalla caduta sul Sole, collisioni con i pianeti interni, oppure espulsi dal Sistema Solare a seguito di una spinta gravitazionale di qualche grosso pianeta. Con una vita così breve rispetto all'età del Sistema Solare, i nuovi asteroidi si muovono costantemente verso l'orbita terrestre, come confermano le osservazioni. Le origini di questi oggetti sono da ricondurre all'effetto gravitazionale di Giove sulla cintura di asteroidi. La cintura di asteroidi è caratterizzata da alcuni vuoti, conosciuti come Lacune di Kirkwood. I nuovi asteroidi vengono proiettati verso l'interno del Sistema Solare attraverso l'effetto Yarkovsky, che contribuisce con continuità ad alimentare questa migrazione.
Ci sono 4 famiglie di asteroidi NEA:
- Tipo Aten con raggio orbitale medio inferiore a 1 UA, afelio maggiore del perielio della Terra (0,983 UA). Si muovono tipicamente all'interno dell'orbita terrestre.
- Tipo Apollo con raggio orbitale medio maggiore di quello terrestre e perielio inferiore all'afelio terrestre (1,017 UA).
- Tipo Amor con raggio orbitale medio compreso tra le orbite della Terra e di Marte e perielio esterno all'orbita terrestre (1,017 – 1,3 UA). Gli asteroidi Amor spesso incrociano l'orbita marziana ma non quella terrestre.
- Tipo Atira, la cui orbita è completamente interna a quella terrestre.

Molti oggetti tipo Aten e Apollo possiedono orbite che intersecano quella terrestre, rendendoli pericolosi per un potenziale impatto. Gli oggetti Amor ed Atira invece non costituiscono una minaccia anche se in futuro le loro orbite potrebbero cambiare ed intersecare quella terrestre.

### Comete near-Earth
Fino al 31 dicembre 2008, erano state scoperte 82 comete di questo tipo. Fino ad ora non si conoscono con certezza impatti di comete nella storia terrestre.
Questi oggetti derivano probabilmente dalla cintura di Kuiper, un serbatoio di comete situato oltre l'orbita di Nettuno.

## Probabilità di impatto con gli oggetti near-Earth

### Probabilità di impatto
Oggetti con diametro di 5-10 metri impattano con l'atmosfera terrestre circa una volta l'anno, con un'energia simile a quella della bomba di Hiroshima, approssimativamente 15 chilotoni di TNT, esplodendo nell'alta atmosfera, vaporizzando gran parte della materia solida di cui sono composti.
Oggetti con diametro di circa 50 metri impattano con l'atmosfera terrestre circa una volta ogni migliaio di anni, producendo esplosioni comparabili con quella verificatisi a Tunguska nel 1908.
Oggetti con diametro dell'ordine di un chilometro impattano la Terra mediamente ogni milione di anni.
Oggetti con diametro dell'ordine dei 5 chilometri si verificano approssimativamente ogni 10 milioni di anni.

### Impatti storici
La condivisione della comunità scientifica della cosiddetta ipotesi Alvarez, che spiega l'estinzione di massa dell'era terziaria come conseguenza dell'impatto di un oggetto di grandi dimensioni, ha sensibilizzato la comunità sulla possibilità di impatto della Terra con oggetti che ne intersecano la sua orbita.

#### 1908 – Tunguska
Il 30 giugno 1908 un asteroide roccioso esplose sopra il cielo di Tunguska con un'energia pari all'esplosione di una bomba da 10 megatoni di TNT. L'esplosione si verificò ad un'altezza di circa 8 km e mezzo. È stato stimato che l'oggetto che ha causato l'esplosione avesse un diametro compreso tra i 45 e i 70 metri.

#### 2002 – Mediterraneo est
Il 6 giugno 2002, un oggetto con un diametro stimato di 10 metri entrò in collisione con la Terra. La collisione si verificò sul Mar Mediterraneo, tra la Grecia e la Libia, approssimativamente alle coordinate geografiche 34°N 21°E, esplodendo a mezz'aria. L'energia rilasciata fu stimata (da misurazioni infrarosse) equivalente a 26 chilotoni di TNT, paragonabile ad una piccola bomba nucleare.

#### 2008 – Sudan
Il 5 ottobre 2008, gli scienziati calcolarono che un piccolo asteroide 2008 TC3, scoperto quella notte stessa, avrebbe colpito il successivo 6 ottobre 2008 alle ore 02:46 UTC il Sudan. Come previsto, l'asteroide entrò in collisione con la Terra. Era la prima volta che veniva previsto un evento simile in maniera tanto accurata.

#### 2013 - Čeljabinsk
La mattina del 15 febbraio 2013 un meteoroide di circa 15 metri di diametro e una massa di 10 000 tonnellate ha colpito l'atmosfera alla velocità di 54 000 km/h[, circa 44 volte la velocità del suono, e si è frantumato sopra la città di Čeljabinsk. Una parte dei frammenti ha colpito il lago Čebarkul', dal quale il 16 ottobre del 2013 è stato ripescato un grosso pezzo di circa 570 kg di peso.

### Approcci ravvicinati
Il 10 agosto 1972 una meteora che successivamente divenne conosciuta col nome The Great Daylight 1972 Fireball fu osservata da numerose persone a nord delle montagne rocciose (Stati Uniti SW). Si trattava di un meteoroide che passò a 57 km dalla superficie terrestre e fu filmato con una telecamera 8 mm da un turista che si trovava al Grand Teton National Park in Wyoming.
Il 23 marzo 1989 l'asteroide di tipo Apollo, grande 300 metri, denominato 4581 Asclepius (1989 FC) mancò l'impatto per soli 700.000 km passando dalla posizione esatta dove la Terra si trovava soltanto 6 ore prima. Se l'asteroide avesse colpito, avrebbe creato la più grande esplosione registrata nella storia. Attirò grande attenzione su di sé anche a causa delle prime previsioni che calcolavano un passaggio ad una distanza di 64.000 km, con grande incertezza circa l'eventuale impatto.
Il 18 marzo 2004 i ricercatori del progetto LINEAR annunciarono che un asteroide di 30 metri 2004 FH avrebbe sorvolato la superficie terrestre ad una distanza di soli 42.600 km, circa un decimo della distanza che intercorre con la Luna. Si stimò che oggetti di simili dimensioni si avvicinano così tanto ogni 2 anni.
Il 31 marzo 2004, due settimane dopo 2004 FH, il meteoroide 2004 FU162 fece registrare un nuovo record di approccio ravvicinato, passando a soli 6.500 km. Poiché era molto piccolo (6 metri) FU 162 fu scoperto soltanto poche ore prima della sua distanza minima. Se ci fosse stata la collisione si sarebbe probabilmente disintegrato nell'atmosfera.
Il 2 marzo 2009, l'asteroide 2009 DD45 ha sfiorato la Terra alle ore 13:40 UT ad una distanza stimata di 44.740 km, circa il doppio dell'altezza dei satelliti geostazionari. Le sue dimensioni sono state stimate in 35 metri.

### Impatti futuri
Sebbene ci sia stato qualche falso allarme, ci sono alcuni oggetti ritenuti pericolosi per la Terra. Il 2002 NT7 fu il primo asteroide con un valore positivo sulla scala Palermo, con una probabilità di una su un milione di impatto stimato per la data del 1º febbraio 2019.
L'asteroide (29075) 1950 DA fu perso dopo la sua scoperta nel 1950 poiché non furono effettuate sufficienti osservazioni per calcolarne l'orbita e fu riscoperto il 31 dicembre 2000. La probabilità che impatti il giorno 16 marzo 2880 è stimata in 1 su 300. Probabilità che, per un oggetto di tali dimensioni (il diametro è di circa 1 km.), è approssimativamente maggiore del 50% rispetto alla somma delle probabilità d'impatto di tutti gli altri oggetti simili da oggi al 2880.
Gli asteroidi 99942 Apophis, 2007 VK184 e 2008 AF4 sono stati su valori superiori alla norma sulla scala Torino.
Al 29 Gennaio 2025, l'asteroide 2024 YR4 ha una probabilità di 1 su 83 (1,2%) di impattare sulla Terra il 22 dicembre 2032 (con un'incertezza di 1,7 giorni). A causa delle grandi dimensioni 2024 YR4 (da 40 a 100 metri di diametro) la probabilità di impatto è superiore all'1% ed è classificato con il valore 3 sulla scala di Torino.

## Progetti di prevenzione

Orbita di 2004 FH

Gli astronomi stanno conducendo una costante attività di sorveglianza per localizzare i NEO.
- Uno dei progetti migliori e più conosciuti è il LINEAR iniziato nel 1996. Dal 2004 LINEAR ha scoperto decine di migliaia di oggetti ogni anno e continua a scoprire circa il 65% di tutti i nuovi asteroidi. LINEAR usa due telescopi di un metro di diametro e un telescopio di mezzo metro ubicati in Nuovo Messico.
- Il progetto Spacewatch, usa un telescopio di 90 cm situato nell'osservatorio di Kitt Peak in Arizona, attrezzato con un sistema di puntamento automatico, attrezzatura fotografica ed equipaggiamento di analisi per l'attività di ricerca. Fu inaugurato nel 1980 da Tom Gehrels e dal Dott. Robert S. McMillan del Lunar and Planetary Laboratory presso l'Università dell'Arizona. Il progetto Spacewatch è stato successivamente potenziato con un telescopio di 1,8 metri. Il vecchio telescopio da 90 cm è stato corredato di un sistema elettronico per le immagini con una risoluzione decisamente maggiore, migliorando le sue potenzialità di ricerca.

Altri programmi di ricerca NEO comprendono:
- NEAT (Near-Earth Asteroid Tracking)
- LONEOS (Lowell Observatory Near-Earth-Object Search)
- CSS (Catalina Sky Survey)
- ADAS (Asiago-DLR Asteroid Survey)
- INAS (International Near-Earth Asteroid Survey)
- ODAS (OCA-DLR Asteroid Survey)
- PCAS (Palomar Planet Crossing Asteroid Survey)
- UESAC (Uppsala-ESO Survey of Asteroids and Comets)
- CINEOS (Campo Imperatore Near-Earth Object Survey)
- NEOSSat (un micro satellite costruito dal CSA Canada che cercherà i NEO dallo spazio).
- L'associazione spaziale giapponese

Spaceguard è il nome che identifica i progetti che ricercano i NEO, alcuni dei quali ricevono i fondi dalla NASA per rispettare il requisito imposto dal Congresso americano di rilevare il 90% degli asteroidi aventi dimensioni superiori al chilometro. Uno studio della NASA del 2003 ipotizza che un programma di ricerca richiede dai 250 ai 450 milioni di dollari per rilevare il 90% di tutti gli asteroidi NEO fino al 2028 di dimensioni maggiori di 140 metri.
Una ricerca pubblicata il 26 marzo 2009 sulla rivista Nature, descrive come gli scienziati riescano ad identificare un asteroide nello spazio prima che entri nell'atmosfera terrestre, attraverso l'ausilio dei computer che possono calcolare sia la zona di origine del Sistema Solare che l'ora di impatto ed il luogo della superficie terrestre dove le parti solide possono arrivare dopo aver resistito all'attrito dell'atmosfera.
L'asteroide di 4 metri chiamato 2008 TC3 fu inizialmente identificato dal telescopio automatizzato del progetto Catalina Sky Survey il 6 ottobre 2008. I calcoli del computer predissero correttamente che l'impatto sarebbe avvenuto 19 ore dopo l'effettiva scoperta avvenuta nel deserto nubiano nel nord del Sudan.

## Modelli d'errore della probabilità di impatto
Spesso i modelli di calcolo contengono novità o possono essere addirittura tra loro contrastanti nel risultato del calcolo della traiettoria gravitazionale. Ulteriori osservazioni attraverso l'ausilio del radar, o attraverso l'analisi di immagini di archivio dello stesso oggetto consentono successivamente la determinazione con maggiore accuratezza della traiettoria orbitale del NEO, riducendo al minimo il margine di errore relativo alla probabilità di impatto.

### Numero di oggetti near-Earth
Fino al mese di maggio 2008 erano stati scoperti 5474 oggetti NEO: 65 comete e 5409 asteroidi. Di questi ultimi, 453 sono asteroidi di tipo Aten, 2053 di tipo Amor e 2894 di tipo Apollo. Esistono 943 oggetti NEO che sono stati classificati come potenzialmente pericolosi, presentando una magnitudine assoluta inferiore o uguale a 17,75, che corrisponde ad oggetti della dimensione stimata di almeno un chilometro.
La probabilità di impatto di oggetti grandi almeno un chilometro è stimata in due ogni milione di anni. Considerando tale probabilità valida per i prossimi 1000 milioni di anni, esistono almeno 2000 oggetti più grandi di un chilometro che possono colpire la Terra. Comunque, molti di questi non sono ancora considerati potenzialmente pericolosi perché stanno orbitando attualmente tra Marte e Giove. Potrebbero però cambiare orbita e divenire oggetti NEO. Questo tipo di corpi celesti spaziali trascorre alcuni milioni di anni prima di andare a disintegrarsi sulla superficie del Sole, di essere espulsi dal Sistema Solare, oppure prima di colpire un pianeta (in numero proporzionalmente ridotto).
Fino a novembre 2008 sono stati segnalati 191 asteroidi NEA sulla pagina internet del sito della NASA. Un numero significativo di questi (121 al febbraio 2008) sono inferiori ai 50 metri di diametro e nessuno di questi è localizzato nella “zona gialla” della scala Torino.
Fino ad aprile 2008, solo un asteroide (2007 VK184) è elencato nella lista degli oggetti aventi “punteggio 1” nella scala Torino. A maggio 2008, l'asteroide 2008 AF4 è stato degradato alla scala 0.

### Stima del rischio
Esistono due schemi per la classificazione del rischio di impatto:
- la semplice scala Torino,
- la più complessa scala Palermo.

La frequenza annuale usata nella scala Palermo per gli impatti aventi energia superiore a “E” megatoni è stimata in:
{\displaystyle f_{B}=0.03E^{-0.8}\;}
Questa formula implica che il valore atteso del periodo di tempo dallo stato attuale al prossimo impatto con incidenza superiore a un megatone è 33 anni. Quando ciò si verificherà, ci sarà il 50% di possibilità che lo stesso sarà superiore a 2,4 megatoni.
Tale formula è valida soltanto per un insieme di valori circoscritti che assume la variabile “E”.
Comunque, altri studi pubblicati nel 2002 – lo stesso anno dello studio che si basa sulla scala Palermo – trovarono una formula che riportava differenti valori delle costanti:
{\displaystyle f_{B}=0.00737E^{-0.9}\;}
Questa formula fornisce probabilità inferiori per valori di “E” differenti. Per esempio, fornisce la probabilità che un bolide superiore ai 10 megatoni (come l'esplosione di Tunguska) colpisca ogni mille anni, invece che ogni 210 anni come invece indica la formula Palermo. In ogni caso, gli autori parlano di un largo margine di incertezza (una volta compresa tra i 400 e i 1800 anni per un impatto di 10 megatoni), dovuto in parte alle incertezze nella determinazione dell'energia degli impatti atmosferici che hanno utilizzato nelle loro misurazioni.
Il 25 dicembre 2004, al 2004 MN4 fu assegnato il valore di 4 nella scala Torino, il più alto valore in assoluto.
Il 27 dicembre 2004, ci fu una probabilità del 2,7% di un impatto previsto per il 13 aprile 2029. Successivamente però, il 28 dicembre 2004 il rischio di impatto fu abbassato praticamente a zero, ma a causa della possibilità di un cambio di stima il valore della scala Torino per un impatto previsto per il 2036 fu innalzato a 4 nei primi anni del 2005 mentre dall'agosto del 2006 è stato nuovamente abbassato a 0. Il valore Palermo (Agosto 2006) è −2.25.
Attualmente, l'unico oggetto NEO avente un valore della scala Palermo superiore a zero è (29075) 1950 DA, per il quale è stato previsto un passaggio molto ravvicinato con la Terra nel 2880. (p ≤ 0.003).
In funzione dell'orientamento del suo asse di rotazione, tale oggetto potrebbe mancare la Terra di una distanza di decine di milioni di chilometri, oppure avrà una possibilità di colpire stimata in uno su 300.
In ogni caso, l'umanità ha più di 800 anni per definire la stima dell'orbita di (29075) 1950 DA, ed eventualmente per deviarne l'orbita.
L'asteroide Apollo 2007 TU24 si avvicinò alla Terra il 29 gennaio 2008 con una distanza di 1,4 volte la distanza Terra-Luna, o 450.000 km, con una stima di dimensione compresa tra 300 e i 600 metri. Potrebbe essere l'asteroide con il passaggio più ravvicinato alla Terra fino al 2027.
La NASA gestisce un sito web continuamente aggiornato contenente i più significativi oggetti NEO pericolosi nei prossimi 100 anni. Tutti, o quasi tutti, gli oggetti su tale pagina web sono destinati ad essere probabilmente eliminati dalla lista nell'eventualità di analisi di nuovi dati. (La pagina non comprende l'oggetto 1950 DA, a causa della sua traiettoria destinata a rimanere lontana per almeno 800 anni).

### Rilevamento dallo spazio
In data 8 novembre 2007, la commissione statunitense sulla scienza e tecnologia condusse un esame dello status del programma di sorveglianza della NASA sugli oggetti NEO. Il rapporto della NASA relativo all'utilizzo del WISE-Wide-field Infrared Survey Explorer fu presentato dai suoi responsabili nel 2007.
WISE sorveglierà il cielo nella banda dell'infrarosso ad alta intensità. Gli asteroidi che assorbono la radiazione solare possono essere osservati attraverso la banda infrarossa. I responsabili della NASA riferirono alla commissione che i progetti della NASA erano basati sull'utilizzo di WISE per la rilevazione dei NEO. Si stima che WISE è in grado di rilevare circa 400 NEO (circa il 2 per cento dell'insieme dei NEO interessanti) nell'arco di tempo di un anno di missione operativa.